# Platytaenia rosea
Platytaenia rosea är en flockblommig växtart som beskrevs av Ennafa Vasil'evna Nikitina. Platytaenia rosea ingår i släktet Platytaenia och familjen flockblommiga växter. Inga underarter finns listade i Catalogue of Life.